# Konceptualna umjetnost
Konceptualna umjetnost (engl. od lat. conceptum = zamisao) je smjer u modernoj umjetnosti od ranih 1960-ih do sredine 1970-ih. Nastao kao težnja umjetnika da dematerijalizira predmet umjetničkog djelovanja, da korištenjem netradicionalnih umjetničkih postupaka i materijala (fotografija, film, video, tijelo umjetnika - body art, happening, urbane akcije i intervencije) objasni idejni sadržaj koji prethodi djelu ili je u njemu sadržan. Radikalno je proširila područje umjetničkog stvaralaštva, te je zadržala stalan kritički stav prema tradicijskim umjetničkim i kulturnim vrijednostima.
Konceptualni umjetnici često preuzimaju ideje iz filozofije, psihoanalize, feminizma i političkih aktivnosti. 
Glavni predstavnici:Joseph Beuys, Mario Merz, Christo, Joseph Kosuth, a u Hrvatskoj Josip Stošić, Goran Trbuljak, S. Braco Dimitrijević, Tomislav Gotovac i dr. 
Nakon 1978. pojavljuje se postkonceptualno slikarstvo i razni oblici tzv. nove umjetničke slike.

## Vrste konceptualnih umjetnosti
1970-tih godina 20. st. javljaju se eksperimenti koji ukidaju tradicionalne granice skulpture i slikarstva (pop art, op art, ambijentalna umjetnost, minimalna umjetnost, land art). 
To se nastavlja u eksperimentima u konceptualnoj umjetnosti i happeningu, čime dolazi do potpune dematerijalizacije i ukidanja umjetničkog djela: umjetnički čin se svodi na prisutnost umjetnika i mišljenje umjetnosti.

### Instalacije
Konceptualna umjetnost u prvi plan ističe ideju kojom se žele dovesti u pitanje uobičajene konvencije stvaranja, prikazivanja i potrošnje umjetnosti. Dakle, analitičko i kritičko istraživanje naravi umjetnosti, shvaćanja umjetnosti i svijeta umjetnosti. Npr. Douglas Huebler dematerijalizira umjetnički objekt tako što radi izložbu bez radova, u čijem katalogu piše: „Svijet je prepun predmeta, manje ili više zanimljivih, ja ne želim dodavati više ništa.”; dok Joseph Kosuth propituje jezičnu i vizualnu percepciju, te njegova djela definiraju sami sebe na više razina (Npr. Jedna i tri stolice).

### Videoumjetnost
Videoumjetnost (lat. videre=vidjeti) oblik je umjetnosti u kojoj je osnovni sadržaj elektronski stvorena slika. Javlja se istodobno u SAD-u, Europi i u Njemačkoj polovicom 1960-ih kao vrsta novih medija u umjetnosti, u okviru likovnih umjetnosti, kao pojam koji označava varijacije i oblike u videu i videoinstalacijama.
Godinom početka videoumjetnosti katkad se uzima 1963., kada Wolf Vostel izlaže rad "TV De-Collage" i kada Nam June Paik po prvi put u galeriji Parnas u Wupertalu izlaže svoje eksperimente s katodnom cijevi televizora.

### Body art
Body art čine radovi umjetnika koji svoje tijelo ili tijelo druge osobe izravno upotrebljavaju kao objekt umjetničkog rada; pritom u biološkom, psihološkom, fiziološkom i socijalnom kontekstu ljudsko tijelo postaje sredstvo, materijal i nosilac izražaja ideja i namjera umjetnika. Tijelo umjetnika ili sudionika u realizaciji body arta isključivi je nositelj događaja. Prema Šuvakoviću body art nastaje paralelno u Europi i Sjedinjenim Američkim Državama nakon 1966. godine,  a prapočetci body arta sežu sve do ready madea i Duchampovih eksperimenata s vlastitim tijelom.
Osim navedenog značenja, pojam body art se može odnositi i na neka druge oblike umjetnosti kojima je također ljudsko tijelo osnovni medij izražavanja, a to su primjerice oslikavanje tijela, piercinzi, tetovaže, skarifikacija, te mnogi drugi.

#### Body art u Hrvatskoj
Na hrvatskoj umjetničkoj sceni body art se prvenstveno primjenjuje uporabom samog „govora tijela”, dok je u umjetnosti body arta stranih umjetnika češće prisutno forsiranjem tijela do maksimalne granice fizičke izdržljivosti. Hrvatski umjetnici body arta izražavali su se ponajprije performansom, zatim fotografijom i fotografskim serijama, video – uradcima i filmovima kojima su često bilježili svoje performanse i akcije. 
Na hrvatskoj body art sceni performans će se nametnuti kao osnovni postupak u izražavanju umjetnosti tijelom, počevši od Tomislava Gotovca, umjetnika kojeg nazivaju „anarho-ocem performansa”, preko umjetnica koje se dotiču feminističke tematike (Vlasta Delimar i Sanja Iveković) pa sve do performera koji kritiziraju kapitalističko društvo i dotiču se ratne tematike, kao što su Siniša Labrović ili Slaven Tolj.

### Performans
Najčešći umjetnički izražaj kojim tijelo postaje nositelj događaja, odnosno osnovno umjetničko sredstvo u prenošenju određenog koncepta, jest performans. Performans uključuje određeni vremenski period – trajanje, tj. vrijeme koje je umjetniku potrebno da ga izvede. Može ga izvesti sam umjetnik ili glumci po uputama umjetnika, može biti javno ili privatno izveden, galerijski ili muzejski, može biti prikazan kao realan događaj ili kao režirani, može biti direktno izveden pred publikom ili posredovanjem medija - kada publika prati performans preko video prijenosa, ili može uključivati filmsku ili video projekciju kao dio samog performansa. 
Performans može, ovisno o načinu na koji umjetnik „upotrebljava” tijelo, biti oralni ili zvučni, govorni, tjelesni ili plesni. Evelina Turković u tekstu Javno tijelo naziva performans „najneposrednijom umjetničkom formom u suvremenoj umjetnosti, u kojoj umjetnik ukida sve barijere i arteficijelne prijenosnike vizualne poruke, sve međuspojeve između njega i gledatelja”. Da bi performans uspio, to jest da bi umjetnikova namjera došla do cilja, važna je publika, odnosno reakcija gledatelja koji samim svojim prisustvom i promatranjem čine ključan dio performansa. Ta „umjetnikova namjera” najčešće je neka idejna poruka tematski vezana uz sam performans - bila to poruka ili kritika društva, odnosno želja umjetnika da istakne određeni problem u društvu ili da izvuče na površinu fobiju od kršenja društvenih pravila i normi, i to prvenstveno izlaganjem vlastitog nagog tijela na javnom prostoru.

### Happening
Happening (hepening) je scensko, likovno ili glazbeno djelo kod kojeg se očekuje od promatrača da sudjeluje u onome što čine izvođači, odnosno međusobno djelovanje čovjekove akcije i zatečena stanja ili najjednostavnije rečeno – događanje. Happening je suvremeni oblik javnoga likovnog, kazališnog ili glazbenog izražavanja temeljen na improvizaciji, iznenađenju te šokiranju publike, ali i na njezinu sudjelovanju. Prvi su happeninzi organizirani 1958. godine u New Yorku.  Pionirima happeninga smatraju se umjetnici John Cage i Alan Kaprow.
Već je Jackson Pollock svojim akcijskim slikarstvom obratio pozornost na sam čin stvaranja likovnog djela kao na umjetničko događanje (engl. happening).  Happeningom se pojam umjetnosti proširio na izvan-umjetničke aktivnosti. Happening se najizrazitije očitovao u djelovanju Fluxusa, umjetničkog pokreta koji je djelovao u Europi i SAD-u poslije 1962., a težio je intermedijalnošću, tj. istodobnim radom u glazbi, performansu, asanblažu, poeziji i happeningu (Npr. Integralni klavir, Korejanca Nam June Paika koji svoj izgled može zahvaliti djelovanju umjetnika i promatrača na brojnim koncertima u razdoblju od 1958. do 1963.)

### Konceptualni umjetnici

#### Strani umjetnici
- Marina Abramović
- Bečki akcionisti:
  - Gunter Brüs,
  - Otto Mühl,
  - Hermann Nitsch,
  - Rudolf Schwartzkögler.
- Vito Acconci
- Laurie Anderson
- Oreet Ashery
- Ron Athey
- Franko B.
- Joseph Beuys
- Chris Burden
- Mary Duffy
- John Dunvan
- Karen Finley
- Havve Fjell
- Bob Flanagan
- Oliver Frost
- Gilbert and George
- Gutai
- Zhang Huan
- Joan Jonas
- Michael Journiac
- Allan Kaprow
- Piero Manzoni
- Paul McCarthy
- Yoko Ono
- Kiera O'Reilly
- Orlan
- Nam June Paik
- Gina Pane
- Juniper Perlis
- Gabrijel Savić Ra
- Carolee Schneemann
- Stahl Stenslie
- Ive Tabar
- Zoran Todorović
- Ulay
- Wolf Vostell
- Timm Urlichs
- David Woodard

#### Hrvatski umjetnici
- Milijana Babić
- Boris Bakal
- Milan Božić
- Vlasta Delimar
- Tomislav Gotovac (Antonio Lauer)
- Aleksandar Battista Ilić
- Sanja Iveković
- Željko Jerman
- Božidar Jurjević
- Ivana Keser
- Zlatko Kopljar
- Siniša Labrović
- Zoran Lučić Luca
- Željko Marović
- Dalibor Martinis
- Nemanja Mutić
- Boris Šincek
- Damir Stojnić
- Slaven Tolj
- Vlasta Žanić

## Poveznice
- Nova umjetnička praksa
- Umjetnički aktivizam u Hrvatskoj (1990. – 2010.)
- Body art u Hrvatskoj
- Videoumjetnost

## Vanjske poveznice
| portal: likovna umjetnost | portal: likovna umjetnost |

- Performans – Što je to?  Arhivirana inačica izvorne stranice od 8. ožujka 2016. (Wayback Machine)
- Conceptual Art, artists and art...the-artists.org  Arhivirana inačica izvorne stranice od 27. rujna 2007. (Wayback Machine)
- Sol LeWitt, "Paragraphs on Conceptual Art"  Arhivirana inačica izvorne stranice od 13. listopada 2008. (Wayback Machine)
- Conceptualism  Arhivirana inačica izvorne stranice od 28. kolovoza 2008. (Wayback Machine)
- Website "Thomas Dreher: Intermedia Art" on Conceptual Art
- Arte Conceptual y Postconceptual

### Sestrinski projekti
|  | Zajednički poslužitelj ima još gradiva o temi Konceptualna umjetnost |